# جوش بيس
جوش بيس (بالإنجليزية: Josh Pace)‏ مواليد 23 مايو 1983 في غريفين، هو مدرب كرة سلة أمريكي ولاعب معتزل. بدأ مسيرته الاحترافية في سنة 2005. يبلغ طوله 6 قدم 5 بوصة (2.0 م). اعتزل اللعب في 2015. لعب مع ماناواتو جيتز وتاونسفيل كروكودايلز.

## روابط خارجية
- جوش بيس على موقع كرة السلة الأوروبية.كوم (الإنجليزية)
- جوش بيس على موقع كلية كرة السلة في سبورتس رفرنس.كوم (الإنجليزية)
- جوش بيس على موقع ريلجم (الإنجليزية)
- جوش بيس على موقع بروبوليرز (الإنجليزية)